# 埃里克·夸尔福斯
埃里克·夸尔福斯（挪威語：Eirik Kvalfoss，1959年12月25日—），挪威男子冬季两项运动员。他曾代表挪威参加1984年、1988年和1992年冬季奥林匹克运动会冬季两项比赛，获得一枚金牌、一枚银牌和一枚铜牌。